# Elyra albifascia
Elyra albifascia là một loài bướm đêm trong họ Noctuidae.